# Gordon Ramsay Plane Food
Gordon Ramsay Plane Food es un restaurante propiedad del chef Gordon Ramsay localizado dentro de la Terminal 5 del aeropuerto de Heathrow, Londres. El restaurante costó £ 2.5 millones para ser construido y está localizado dentro del área aérea del aeropuerto. Abrió en 2008 junto al resto de la Terminal 5, y con varias otras aperturas relacionadas con Ramsay ese año. Ramsay dijo que apuntó a mantener la carta liviana sin el uso de salsas pesadas, y los menús también ofrecen comidas rápidas así como cajas frescas para llevar que contienen una comida de tres cursos para ser comida en un avión.
Las críticas han sido en su mayoría positivas, aunque una pobre crítica inicial de Jan Moir fue recogida por los principales medios de comunicación. El concepto de las cajas frescas también fue alabado. Fue el primer restaurante con base en un aeropuerto de Ramsay, y en 2013 anunció que planeaba llevar el concepto a varios aeropuertos dentro de los Estados Unidos. 

## Descripción

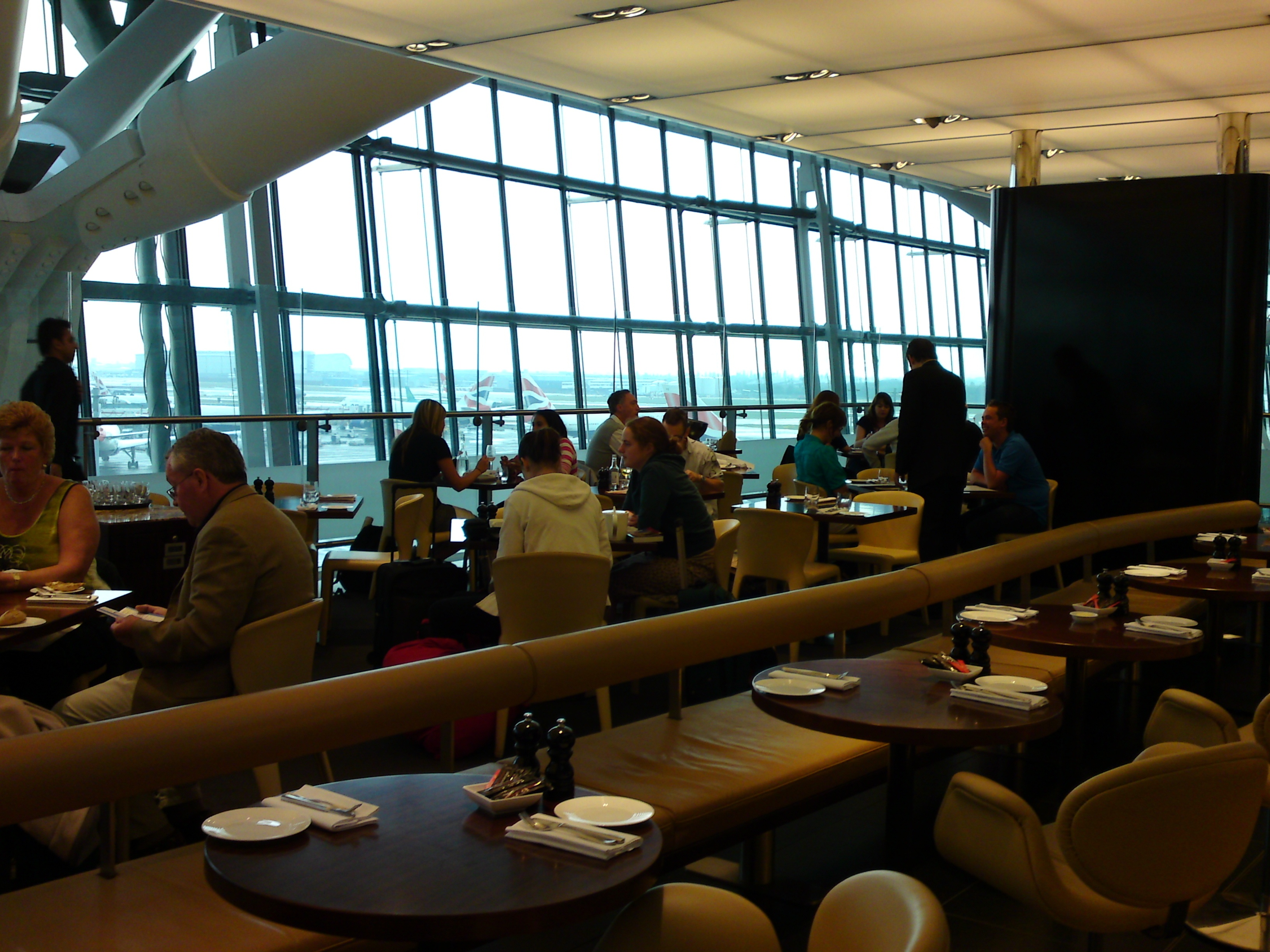
El interior de Gordon Ramsay Plane Food

Gordon Ramsay Plane Food está ubicado en el sexto piso de la Terminal 5 dentro del aeropuerto de Heathrow, Londres, al lado del restaurante Wagamama. Está en la parte aérea, lo que significa que solo los pasajeros que están a punto de tomar un vuelo pueden acceder a Plane Food. La instalación del restaurante costó £ 2.5 millones, y Ramsay firmó un contrato de arrendamiento inicial por diez años con el aeropuerto. El chef patrón del restaurante es Stuart Giles, quien había trabajado previamente en Ramsay's Boxwood Cafe. Desde septiembre de 2015, el chef ejecutivo es Andrew Winstanley.
El interior está decorado con una barra de mármol, sobre la cual cuelga una pintura de Barnaby Gorton valuada en £ 90,000. Hay grandes ventanas en un extremo del restaurante, que dan al mismo aeropuerto. El restaurante tiene capacidad para 175 comensales.  
Al igual que con todos los restaurantes en la Terminal 5, Plane Food no puede usar equipos de gas por razones de seguridad, por lo que se utilizan hornos y placas eléctricas, así como un solo microondas. Los cubiertos también tienen un tamaño estándar de aeropuerto, para que los cuchillos no se puedan usar como armas. Ramsay exige que el personal que trabaja en Plane Food primero debe adquirir experiencia laboral en otro de sus restaurantes.

### Menú
El precio es similar a otros restaurantes propiedad de Ramsay, y está destinado a brindar una excelente experiencia gastronómica fuera de las salas especializadas del aeropuerto y ponerla a disposición de cualquier viajero. Los entradas incluyen una tarta de guisantes, puerros y queso de cabra, mientras que los platos principales incluyen lubina que se cuece al vapor y se sirve junto con limoncillo y espárragos blancos. Entre las opciones para el postre se encuentran fondue de chocolate con malvaviscos y waffles, así como una gloria de knickerbocker . También se incluyen platos tradicionales de alta cocina en el menú, como el caviar Sevruga . Ramsay dijo en entrevistas sobre el lanzamiento del restaurante que su objetivo era mantener "todo muy magro, magro, magro". Sin salsas pesadas ". Comparó el menú con un cruce entre The Ivy, su propio Boxwood Cafe y The Wolseley. Se ofrece un menú específico para comidas rápidas, llamado "Plane Fast". Esto tiene comidas de varios platos que tienen como objetivo servirse en 25 minutos.

## Historia

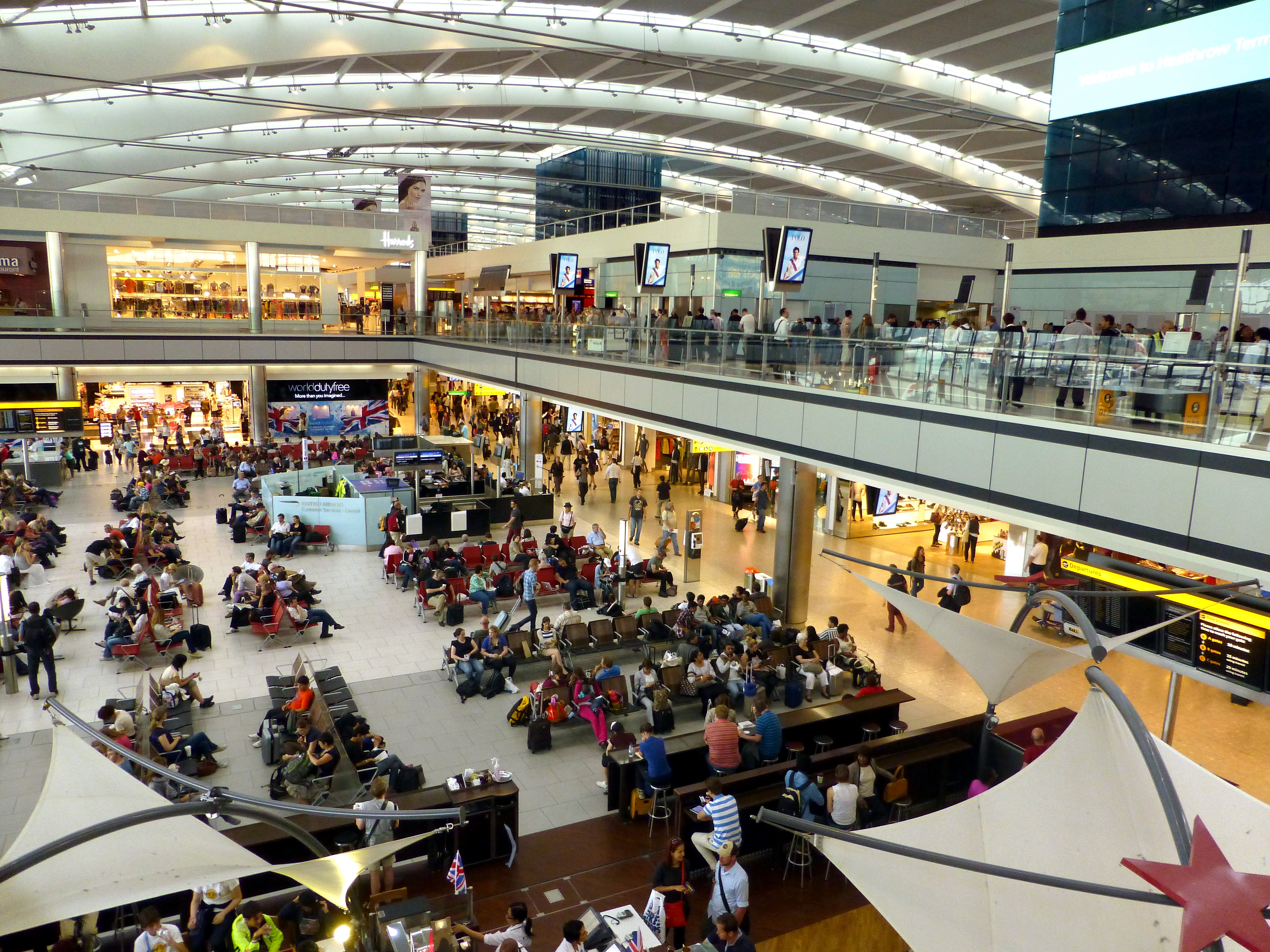
La terminal 5 del aeropuerto de Heathrow se inauguró el 27 de marzo de 2008.

Plane Food fue anunciado en diciembre de 2007 para su lanzamiento tras la apertura de la nueva Terminal 5 del aeropuerto de Heathrow el 27 de marzo de 2008. Fue el noveno restaurante de Gordon Ramsay que abrió en Londres, y el primero en un aeropuerto. Fue abierto casi al mismo tiempo que el primer restaurante de Ramsay en Francia, Gordon Ramsay au Trianon, ubicado dentro del Palacio de Versalles. También amplió su imperio de restaurantes en otras áreas durante 2008, abriendo también Murano (junto a Angela Hartnett), York & Albany y Maze Grill. En parte debido a los retrasos en la apertura de la terminal, el restaurante tuvo una pérdida de £ 780,767 durante el primer año.
Durante 2009, Ramsay tuvo problemas financieros con los pagos de impuestos. HM Revenue and Customs presentó una petición de liquidación contra Plane Food, Maze, Restaurant Gordon Ramsay y The Narrow. Le dieron dos semanas para pagar las deudas tributarias acumuladas por Plane Food. Se anunció el 10 de diciembre que lo había logrado y el restaurante permaneció abierto. Su apertura en 2010, Bread Street Kitchen, se basó en el mismo concepto que Plane Food, ya que su ubicación dentro de la oficina One New Change y el desarrollo minorista crearon una necesidad similar de atender comidas rápidas y un gran volumen de comensales individuales.
En 2013, Ramsay anunció que planea expandir el concepto de Plane Food a varios sitios en los Estados Unidos, incluido el Aeropuerto Internacional Chicago O'Hare y los aeropuertos de Los Ángeles, Las Vegas y Nueva York.  También se formó una asociación durante ese año con el n.° 1 Traveler para proporcionar una experiencia de salón en la Terminal 5 para los pasajeros.

## Recepción

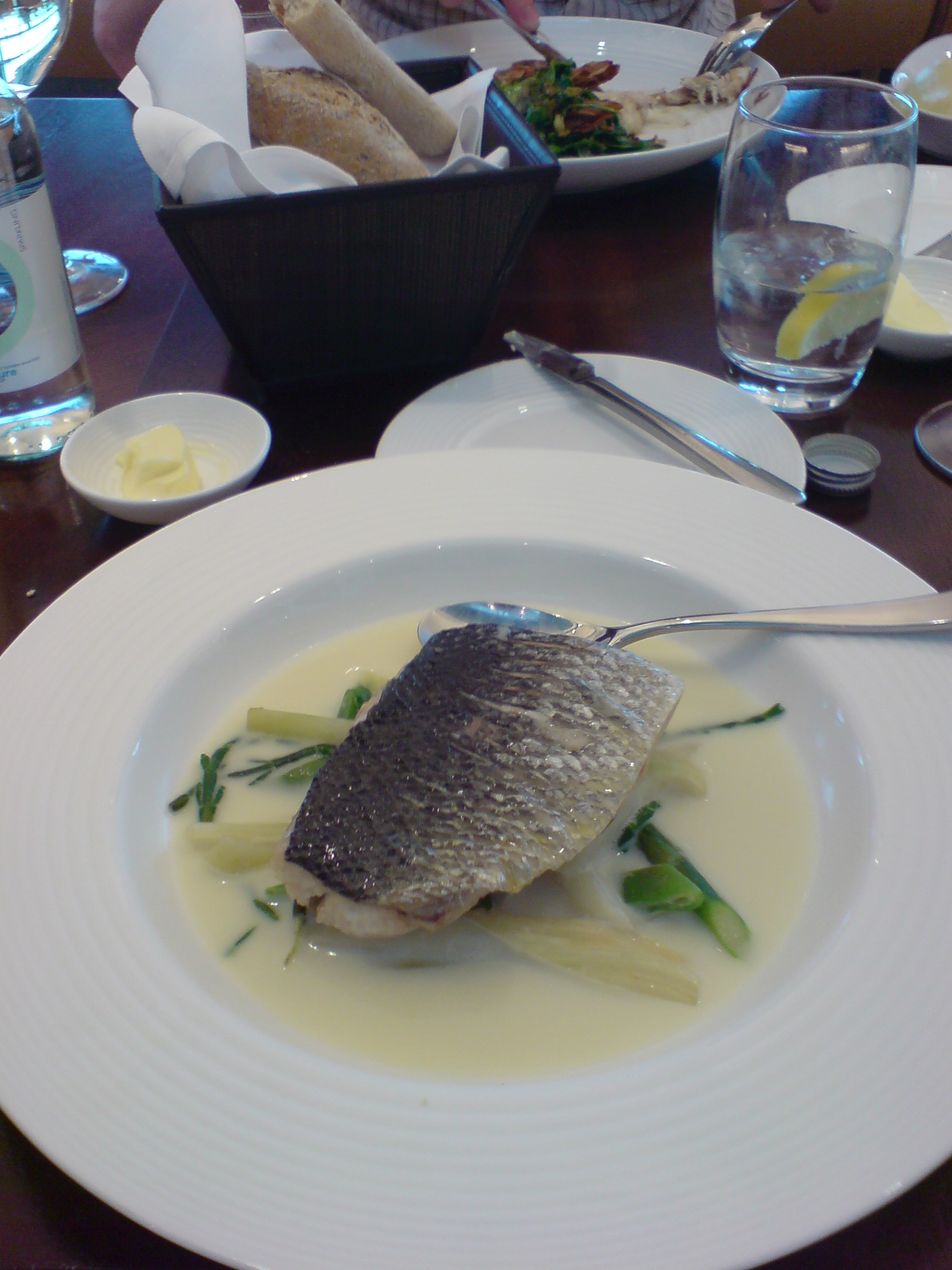
Un plato de besugo servido en Plane Food

La crítica de alimentos Jan Moir fue la primera en revisar el restaurante después de abrir, después de unas cinco horas el primer día. No creía que la calidad de la comida fuera suficiente para atraer pasajeros de primera clase y ejecutivos. A Moir también le preocupaba que el precio fuera demasiado caro para quienes viajaban en clase económica. Ella dijo que el uso requerido de estufas eléctricas en lugar de gas hizo que su filete se pareciera a un "zapato de cuero reseco que se pudre bajo la lluvia". Jasper Gerard, en su reseña para The Daily Telegraph, dijo que disfrutaba el caviar y los platos de lubina, pero que no le gustaban los acompañamientos de verduras. Criticó las críticas negativas del restaurante, diciendo "¿Están comparando me gusta con me gusta? Heathrow nunca será Royal Hospital Ro [ad], la casa de Ramsay en Chelsea, pero no es una pesadilla en la cocina".
Tam Cowan también lo revisó poco después de abrir para el Daily Record. Le dio un puntaje de 20 sobre 25, y le resultó difícil creer que se sirviera comida de tan buena calidad dentro de un aeropuerto. Llamó a los macarrones gratinados con champiñones y queso Parmigiano-Reggiano "fantásticos" y dijo que el crumble de manzana era "increíble". Mark Bollard, en su revisión del restaurante para el Evening Standard en 2009, no esperaba mucho del restaurante. Sin embargo, llamó a su entrada de ensalada César una "revelación" y dijo que el brownie de chocolate era "denso, oscuro y rico". Aunque estaba decepcionado con los chips de polenta, dijo en general que la comida era "completamente sublime" y sugirió que Ramsay debería expandir el concepto a las estaciones de ferrocarril de Londres. En 2012, John Walsh escribió sobre el restaurante de Jamie Oliver en el aeropuerto de Gatwick, diciendo que Ramsay's Plane Food había sido "pionero en el concepto de comida no repugnante en el aeropuerto".
Chris Haslam revisó una serie de opciones de comidas en vuelo en varias aerolíneas, así como Plane Food en un artículo para el Sunday Times . Le dio un puntaje de 7 sobre 10, diciendo sobre las cajas frías para llevar que "mientras dura, es como estar en clase ejecutiva".